# Hycleus brunnipes
Hycleus brunnipes là một loài bọ cánh cứng trong họ Meloidae. Loài này được Klug miêu tả khoa học năm 1845.